# سكوت ميلر (كاتب)
سكوت ميلر (بالإنجليزية: Scott Miller)‏ هو صحفي وكاتب أمريكي، ولد في ديسمبر 1960 في سياتل في الولايات المتحدة.

## وصلات خارجية
- الموقع الرسمي